# Otto van der Mark
Otto van der Mark, ook Otto van Altena (? - 1262), was een vooraanstaand edelman in het Duitse Rijk. Volgens sommige bronnen was hij proost van enkele belangrijke kapittelkerken en betwistte hij zijn broer Engelbert I van der Mark de erfopvolging in het graafschap Mark.

## Levensloop
Otto was een zoon van graaf Adolf I van der Mark en Irmgard van Gelder. Als jongere zoon was hij voorbestemd voor een geestelijke loopbaan. Hij was het die het door de Keulse aartsbisschop Hendrik van Molenark gestichte cisterciënzerklooster Fröndenberg financierde, waar zijn zuster Richardis de eerste abdis werd.
Na de dood van hun vader in 1249, gaven zowel Otto als zijn broer Engelbert hun geestelijke loopbaan op. Otto kreeg de burchten Blankenstein en Altena. Die laatste liet hij opnieuw opbouwen en noemde zich daarna graaf van Altena. Doordat Otto op 14 augustus 1261 kinderloos stierf, kon het graafschap Mark na zijn dood weer verenigd worden.